# Zakamienny Klin
Zakamienny Klin (słow. Zákamenné) – wieś (obec) w północnej Słowacji, w powiecie Namiestów, w kraju żylińskim. Powstała na początku XVII wieku na prawie wołoskim. Po raz pierwszy wzmiankowana w 1615 roku jako Nouo Kamenska.
W miejscowości znajduje się kościół Wniebowzięcia Najświętszej Marii Panny z 1901 roku, którego budowa została sfinansowana przez zarząd Komposesoratu Orawskiego, oraz kościół św. Józefa, konsekrowany w 2000 roku.
We wsi jest używana gwara orawska, zaliczana przez polskich językoznawców jako gwara dialektu małopolskiego języka polskiego, przez słowackich zaś jako gwara przejściowa polsko-słowacka.

## Osoby związane z Zakamiennym Klinem
- bp Ján Vojtaššák – biskup spiski, ofiara prześladowań komunistycznych
- prof. Milan Čič – polityk
- Martin Bajčičák – biegacz narciarski